# 韓悳洙韓国首相弾劾訴追
韓悳洙韓国首相弾劾訴追（ハンドクスかんこくしゅしょうだんがいそつい、韓国語: 한덕수 국무총리 탄핵소추、漢字: 韓悳洙 國務總理 彈劾訴追）は、2024年12月27日、大韓民国の国務総理であり、大韓民国大統領権限代行であった韓悳洙（ハン・ドクス）を、憲法裁判所判事の任命拒否、「非常戒厳」への黙認ないし同調などを理由として、国会で弾劾訴追案を発議・可決した事件である。
これは尹錫悦大統領が同月初めに突如「非常戒厳」を布告したことにより弾劾訴追されてから10日後のことであった。野党・共に民主党の院内代表である朴賛大は、韓悳洙が尹錫悦と金建希に対する特別検事法案の公布に拒否権を行使するや否や、韓悳洙に対する弾劾計画を12月24日に発表した。さらに韓悳洙が国会が推薦した憲法裁判所判事3人を任命しなかったため、12月26日に公式に弾劾案が提出された。
国会議長の禹元植は、韓悳洙は大統領ではなく国務委員であるため、単純過半数による表決で弾劾訴追案を通過させることができると裁定した。その後12月27日、国会で、与党である国民の力の所属議員らが参加しないまま、弾劾訴追案が可決された。これにより韓悳洙の大統領権限代行兼国務総理としての職務が停止され、崔相穆（チェ・サンモク）経済副総理兼企画財政部長官が大統領権限代行並びに国務総理の権限代行に就任した。2025年3月24日、憲法裁は罷免を正当化する理由はないとして弾劾訴追案を棄却し、韓は国務総理、並びに大統領権限代行に復帰した。

## 背景
2024年12月14日、尹錫悦大統領が国会で弾劾された。当該措置は尹大統領が2024年12月3日に「非常戒厳」を宣言したことへの対応措置であった。当時の現職首相であった韓悳洙は、憲法裁判所の決定があるまで大統領代行を引き受けた 。
大統領弾劾の可決後、共に民主党院内代表の朴賛大は、国政混乱を最小限に抑えることに集中すべきで、首相に対する弾劾は慎重に検討しなければならないと述べた。共に民主党代表の李在明も、「あまりにも多くの弾劾は国政混乱を招きかねないという判断の下、ひとまず弾劾手続きを踏まないことにした」と明らかにしていた。

## 弾劾
韓悳洙大統領代行は12月19日、野党が単独で11月28日に国会を通過させていた6つの法案に対し、再議要求権（拒否権）を行使した。野党・共に民主党は同日、韓悳洙大統領代行の拒否権行使について「立法権の明らかな侵害」と非難したが、直ちに弾劾訴追を進めるとは明言しなかった。
しかし、韓悳洙大統領代行が「内乱特別検察官法」と「金建希特別検察官法」の2法（いわゆる双特検法）を閣議に上程しない旨を決定すると、野党は韓悳洙国務総理の弾劾手続きに入った。
さらに韓悳洙大統領代行は、尹大統領の弾劾を審理する憲法裁判官の欠員について、国会で推薦された裁判官の任命を留保した。このことを受けて、最大野党である共に民主党は12月26日、韓悳洙に対する弾劾訴追案を提出した。
禹元植国会議長は票決前に、韓悳洙は大統領ではなく国務総理であることから、大統領の弾劾に必要な「在籍議員数の3分の2」ではなく、単純過半数の151票で弾劾される可能性があると判断した。与党国民の力はこの決定に反対し、趙慶泰議員以外は投票に参加しなかった。野党側では、共に民主党所属議員の一名が米国に出国したため欠席した。投票に参加した議員192名は全会一致で弾劾訴追案を可決した。韓悳洙は大韓民国で最初に弾劾された大統領代行となった。
なお国会立法調査処は、本来の職分である国務総理の職務遂行中に発生した事由による弾劾とみなす場合には一般定足数が適用されることに学会の異説は無いが、大統領権限代行として職務遂行中に発生した事由による弾劾の場合、見解が分かれるとしている。国会立法調査処は2020年に、大統領は選挙などを通じて大統領としての職を取得するにあたって民主的正当性を獲得したという点、政治の安定性などを考慮して加重定足数が適用されると考えられるが、権限代行の場合は単に後任大統領の選出前に臨時に大統領職を代行するのであって大統領の身分を獲得したのではないため、一般定足数で足りるとする分析を公開している。

## その後
韓悳洙は、「国会の決定を尊重し、これ以上の混乱と不確実性を加えないために関連法により職務を停止する」と明らかにした。共に民主党代表の李在明は「いかなる反乱と逆行も制圧するつもりだ」として「国民の命令により韓悳洙国務総理を弾劾する」と明らかにした。与党国民の力は憲法裁判所に権限争議審判訴訟と効力停止仮処分を申請した。
定足数の議論が続く中で、憲法裁判所は12月30日、首相の職務停止が有効であるとの見解を公表した。既になされた議決行為自体の効力は一旦認められ、具体的な判断は裁判部が下すという原則的立場を明らかにしたものである。
2025年3月24日、憲法裁判所は韓に対する弾劾訴追案を棄却した。8人の裁判官のうち5人が棄却、1人が認容、2人が却下との意見だった。憲法裁の多数意見は、韓が憲法裁の判事を任命しなかったことの違憲・違法性は認めたものの、尹の弾劾審判を「無力化させる」目的を認める証拠はなく、「罷免の決定を正当化する事由が存在しない」と説明した。非常戒厳の違憲性については判断を示さなかった。
各判事の判断は以下の通り。
| 判事氏名                  | 指名                    | 任命者 | 政治傾向 | 判断           | 補足意見                                  | 補足意見             | 補足意見           |
| 判事氏名                  | 指名                    | 任命者 | 政治傾向 | 判断           | 憲法裁裁判官任命の遅れ                    | 特別検察官任命の回避 | 戒厳令発令への関与 |
| ------------------------- | ----------------------- | ------ | -------- | -------------- | ----------------------------------------- | -------------------- | ------------------ |
| 文炯培 （朝鮮語: 문형배） | 大統領 （文在寅）       | 文在寅 | 革新派   | 棄却           | 違憲、 但し弾劾するほど重大な背信にならず | なし                 | 認められず         |
| 李美善 （朝鮮語: 이미선） | 大統領 （文在寅）       | 文在寅 | 革新派   | 棄却           | 違憲、 但し弾劾するほど重大な背信にならず | なし                 | 認められず         |
| 金炯枓 （朝鮮語: 김형두） | 大法院院長 （金命洙）   | 尹錫悦 | 革新派   | 棄却           | 違憲、 但し弾劾するほど重大な背信にならず | なし                 | 認められず         |
| 鄭貞美 （朝鮮語: 정정미） | 大法院院長 （金命洙）   | 尹錫悦 | 革新派   | 棄却           | 違憲、 但し弾劾するほど重大な背信にならず | なし                 | 認められず         |
| 鄭亨植 （朝鮮語: 정형식） | 大統領 （尹錫悦）       | 尹錫悦 | 保守派   | 却下（不受理） | なし                                      | なし                 | なし               |
| 金福馨 （朝鮮語: 김복형） | 大法院院長 （曹喜大）   | 尹錫悦 | 保守派   | 棄却           | 合憲                                      | なし                 | 認められず         |
| 趙漢暢 （朝鮮語: 조한창） | 国会 （国民の力指名）   | 崔相穆 | 保守派   | 却下（不受理） | なし                                      | なし                 | なし               |
| 鄭桂先 （朝鮮語: 정계선） | 国会 （共に民主党指名） | 崔相穆 | 革新派   | 認容           | 違憲、 かつ過失には弾劾に値する           | 重大な違法行為       | 認められず         |

## 反応
韓悳洙が弾劾された後に大統領権限代行を引き継いだ副首相兼企画財政部長官の崔相穆は、12月27日の投票前、韓悳洙大統領の弾劾は韓国の経済的地位に深刻な影響を及ぼすと警告し、野党に再考を要請した。
KBSが2025年1月1日に公表した世論調査では、調査回答者の59%が韓悳洙の弾劾を支持し、34％が反対している。政党別では、共に民主党支持者の92%が弾劾を支持した一方、国民の力支持者の90%は反対した。大統領権限代行の弾劾基準については、在籍議員の過半数（151人）でよいという回答が59%で、大統領の弾劾基準と同じく3分の2（200人）であるとする回答が32%であった。